# Духовское (Пограничный район)
В Спасском районе Приморья тоже есть село Духовское
Духовско́е — село в Пограничном районе Приморского края России.
Входит в состав муниципального образования Жариковское сельское поселение. Расположено у впадения реки Духовской в реку Студеную, в 30 км к северо-востоку от районного центра поселка Пограничный, в 235 км к северу от Владивостока.

## История
В 1882 году на месте села находился пограничный военный пост от сибирского батальона. А в 1899 году в эти места переселились 30 семей из Оренбургской губернии. К тому времени здесь уже существовал корейский хутор из 16 семей и проживали 4 крестьянские семьи. Эти семьи остались от крестьян-переселенцев, основавших здесь поселение в 1879 году. Часть села, где селились молодые семьи из других сел, называлась Молодецкое. Так и существовали два села — Смячи и Молодецкое, пока не пришли казаки и не дали обоим селам новое общее название — Духовское, в честь Приамурского генерал-губернатора С. М. Духовского (1838—1901). В октябре 1922 года в селе была установлена Советская власть. В 1927 году организованы два сельских хозяйства по обработке риса: «Красный октябрь» и «Верный путь». В 1928 году, весной, артель «Верный путь» приобрела трактор «Фордзон». Позже произошло объединение двух колхозов и образовался один колхоз «Верный путь». В 1920-е годы жители села испытали на себе нападения банд белогвардейцев и хунхузов, которые грабили крестьян, жгли дома активистов..

## Население
| 1926 | 2002 | 2010 |
| ---- | ---- | ---- |
| 825  | ↘334 | ↘219 |

## Улицы
- ДОС ул.
- ДРСУ-5 ул.
- Ленина ул.
- Набережная ул.
- Новая ул.
- Решетникова ул.
- Серёгина ул.
- Совхозная ул.
- Шевченко ул.
- Школьная ул.